# Parque natural nacional de Cheremosh
El parque natural nacional de Cheremosh (en ucraniano: Черемоський національний природний парк) es un parque nacional de Ucrania creado el 1 de diciembre de 2009, a partir de una serie de tres reservas naturales ya existentes en la sección noreste de los Cárpatos, situado en el suroeste de Ucrania.  El parque destaca por la geología muy variada de los Cárpatos del noreste, así como por los profundos bosques de abetos de la región. Está situado en el distrito administrativo (raión) de Vizhnytsia del óblast de Chernivtsi.

## Topografía
El parque se encuentra en la región histórica de Bucovina, un sector de aproximadamente 60 kilómetros de diámetro de los Cárpatos orientales que se extiende a ambos lados de la frontera de las actuales Ucrania y Rumania. Cheremosh se creó originalmente en 2009 a partir de tres reservas naturales ya existentes:
- Black Dil Nature Reserve, que se creó originalmente en 1972 como reserva geológica, con una ubicación cercana de diferentes tipos de lutitas metamórficas, grano-dioritas, carbonatos Triásico-Jurásico y roca sedimentaria.
- State Enterprise Putil Forest, cubriendo los tramos superiores del río Cheremosh y protegiendo importantes sitios geológicos y accidentes geográficos.
- Marmaros Crystalline Massif, una montaña de piedra caliza con cuevas y una mina.[3]

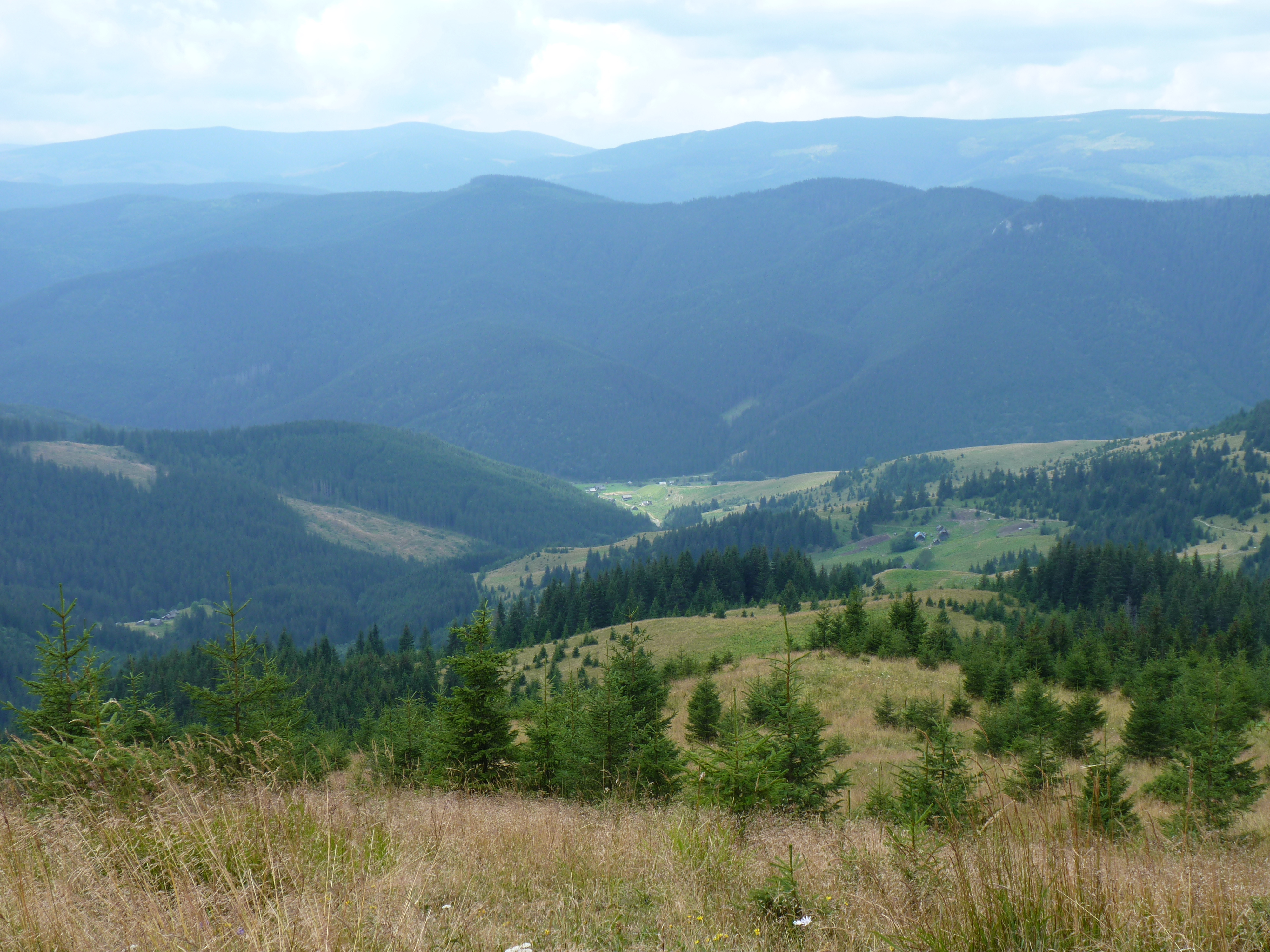
Black Dil Spit, Parque Nacional de la Montaña Cheremosh

Los elementos del parque ocupan elevaciones desde los 947 metros hasta los 1574 metros.

## Clima y ecorregión
El área de Cheremosh tiene un clima continental húmedo: subtipo de verano cálido (clasificación climática de Köppen Dfb), con grandes diferencias de temperatura estacionales y un verano cálido (al menos cuatro meses o más con un promedio de más de 10 °C (50,0 °F), pero ningún mes con un promedio de más de 22 °C (71,6 °F). La precipitación en la región general promedia 850 mm / año, de los cuales alrededor de 300 mm / año caen en el parque en forma de nieve. La temperatura media en enero es de -9,1 °C (15,6 °F) y la temperatura media en agosto es de 21,5 °C (70,7 °F). Debido a que el parque se encuentra en una zona más elevada, su clima es más fresco que el de las tierras bajas circundantes.
El parque se encuentra situado en la ecorregión de los bosques de coníferas montanos de los Cárpatos. Esta región cubre los Cárpatos en toda su extensión, desde Polonia hasta el sur de Rumanía, con el Parque Nacional Cheremosh aproximadamente en el centro.

## Flora y fauna
La vegetación dominante es el bosque de abetos, que cubre el 80 % del parque intercalados con prados de montaña, lagos y ríos, con el ocasional rodamiento de bosque antiguo que contiene abetos, pinos y árboles de hoja caduca en altitudes más bajas. El parque es especialmente conocido por su amplia variedad de flores silvestres de montaña.

## Uso público
El parque cuenta con rutas de senderismo y rutas en bicicleta de montaña. El personal del parque ofrece educación ecológica y recorridos a los niños de las escuelas locales y a los visitantes interesados.